# 장희빈 (1981년 드라마)
《장희빈》는 MBC TV에서 1981년 10월 5일부터 1982년 4월 30일까지 방영한 월화드라마로, 숙명에 도전하고 운명을 개척한 여인들의 행적을 담은 시리즈물인 여인열전 시리즈의 첫 번째 작품이다.
이 드라마는 당초 월화 드라마로 시작하였으나 제37회(1982년 2월 18일)부터 마지막 회까지 목요일과 금요일 밤 9시 50분으로 시간대를 옮겨 방영되었다.
한편, 숙종은 그 동안 문화창달과 경세에 밝아 현명한 왕으로 알려져 왔는데 극중에서는 암울하고 우유부단한 군왕으로 그려져 역사 왜곡을 했다는 지적도 있었다. 그러나 MBC TV 드라마 사상 최고의 시청률을 기록하며 주인공 장희빈 역의 이미숙 뿐만 아니라 인현왕후와 인경왕후를 각각 맡은 이혜숙과 이미지 등이 ‘미녀 삼총사’라 불리며 스타덤에 올라섰다. 또한 신인 배우를 기용하여 엄청난 성과를 이루자 이후 여러 작품에서도 신인의 비중을 높이는데 일조하게 되었다.
2021년 7월 26일부터 매주 월 ~ 금요일 오전 9시에 MBC ON에서 재방영하였다.

## 방송 시간
| 방송 채널 | 방송 기간                          | 방송 시간                     | 방송 분량 |
| --------- | ---------------------------------- | ----------------------------- | --------- |
| MBC TV    | 1981년 10월 5일 ~ 1981년 10월 6일  | 매주 월 · 화 밤 10:15 ~ 11:00 | 45분      |
| MBC TV    | 1981년 12월 7일 ~ 1981년 12월 29일 | 매주 월 · 화 밤 10:10 ~ 11:00 | 50분      |
| MBC TV    | 1982년 1월 4일 ~ 1982년 1월 26일   | 매주 월 · 화 밤 10:15 ~ 11:05 | 45분      |
| MBC TV    | 1982년 2월 1일 ~ 1982년 2월 2일    | 매주 월 · 화 밤 10:05 ~ 11:05 | 60분      |
| MBC TV    | 1982년 2월 8일 ~ 1982년 2월 9일    | 매주 월 · 화 밤 10:20 ~ 11:10 | 50분      |
| MBC TV    | 1982년 2월 18일 ~ 1982년 4월 30일  | 매주 목 · 금 밤 9:50 ~ 10:40  | 50분      |

## 등장 인물

### 주요 인물
- 이미숙 : 장희빈 역
- 유인촌 : 숙종 역
- 이혜숙 : 인현왕후 역
- 이미지 : 인경왕후 역

### 그 외 인물
- 나문희 : 명성왕후 역
- 이미영 : 귀인 김씨 역
- 김용선 : 숙빈 최씨 역
- 정애란 : 장렬왕후 역
- 반효정 : 장희빈의 어머니 윤씨 역
- 이수나 : 취선당 천 상궁 역
- 오미연 : 대전 김 상궁 역
- 남능미 : 중궁전 오 상궁 역
- 김석옥 : 감찰 상궁 역
- 김용건 : 동평군 역
- 길용우 : 민진후 역
- 김동현 : 장희재 역
- 김무생 : 조사석 역
- 오지명 : 김석주 역
- 박원숙
- 윤유선

## 수상
- 1981년 MBC 연기대상 TV부문 신인상(탤런트) - 이미지
- 1982년 MBC 연기대상 TV부문 주연상	- 이미숙
- 1982년 MBC 연기대상 TV부문 여자신인상 - 이혜숙

## 편성 변경
- 1981년 11월 30일 ~ 12월 1일 : 창사 20주년 특집 다큐멘터리 〈일본인 그들은 누구인가〉 방송으로 순연되어 밤 11시 10분부터 방영
- 1981년 12월 28일 ~ 12월 29일 : 송년 특집 《MBC 뉴스데스크》 방송으로 순연되어 밤 10시 20분부터 방영
- 1982년 1월 25일 ~ 1월 26일 : 〈대통령 국정연설〉에 대한 특집 방송으로 순연되어 밤 10시 30분부터 방영

## 참고 사항
- 집필자 임충 작가는 〈한중록〉을 쓸 예정이었지만 여러 사정으로 무산되자 《장희빈》으로 급선회했다.[6]
- 연출자 유길촌과 극중 숙종 역의 유인촌인 형과 동생 사이로, 형제가 한 작품에서 연출자와 배우로 만났다는 것으로 시작 전부터 화제였다.[4]